# كابتن تسوباسا 4: برو نو ريفال تاتشي
كابتن تسوباسا 4: برو نو ريفال تاتشي (باليابانية: キャプテン翼IV プロのライバルたち)، هي لعبة فيديو يابانية من نوع لعبة المحاكاة لكرة القدم، وهي من تطوير ونشر شركة تيكمو، صدرت اللعبة في الأسواق اليابانية عام 1993، وتعمل حصراً لمنصة سوبر نينتندو إنترتينمنت سيستم.